# Archibald Vivian Hill

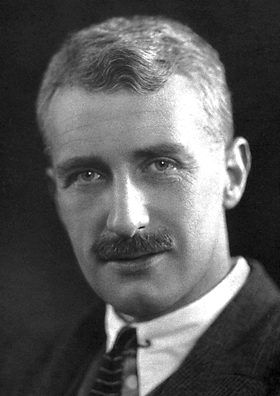
Archibald Vivian Hill
(vor 1923)

Archibald Vivian Hill (* 26. September 1886 in Bristol, England; † 3. Juni 1977 in Cambridge, England) war ein britischer Physiologe und Physiologischer Chemiker. Für seine Entdeckungen auf dem Gebiet der Wärmeerzeugung der Muskeln erhielt er 1922 gemeinsam mit Otto Fritz Meyerhof den Nobelpreis für Medizin.

## Biographie

### Frühe Jahre und Ausbildung
Archibald Vivian Hill wurde 1886 in Bristol in England geboren. Er studierte Mathematik am Trinity College in Cambridge und promovierte auch in diesem Fach. Danach bekam er eine Anstellung bei dem Physiologen W. M. Fletcher, der zu dieser Zeit Sekretär des Medizinischen Forschungsrates in Cambridge war und sich mit der Erforschung der Vorgänge im Muskelgewebe befasste. Hill entschloss sich, ebenfalls in diesem Gebiet zu arbeiten.

### Umstieg auf die Muskelphysiologie
Im Jahr 1909 begann Archibald Vivian Hill am Department für Physiologie der University of Cambridge mit seinen eigenen Forschungsarbeiten am Muskel, wobei er experimentell die bei der Muskelarbeit freiwerdende Energie bestimmen wollte. Er baute dabei auf den Forschungsarbeiten des deutschen Physiologen Hermann von Helmholtz auf, der jedoch aufgrund der fehlenden Messtechnik keine Ergebnisse erzielen konnte. Nach seinem im Winter 1910/11 in Deutschland absolvierten Studienaufenthalt entwickelte Hill ein spezielles Thermoelement, mit dem er kleine Temperaturschwankungen als Veränderungen der entstehenden Spannung an einem Bimetall feststellen konnte und so messbar machte. Ihm gelangen auf diese Weise Messung eines Unterschiedes von 0,003 °C im Muskel in Zeitabständen von wenigen hundertstel Sekunden.
Bis 1913 konnte er auf diese Weise feststellen, dass in einem Muskel Wärme erst nach der eigentlichen Muskelarbeit und dem damit verbundenen Sauerstoffverbrauch entstand. Er stellte außerdem fest, dass etwa 70 Prozent der umgesetzten chemischen Energie bei der Muskelarbeit in Form von Wärme freiwerden und damit die Muskulatur des Körpers der wichtigste Wärmelieferant des Organismus ist.

### Die Anwendung seiner Ergebnisse
1920 wurde Archibald Vivian Hill Professor für Physiologie, 1926 bis zu seinem Ruhestand 1952 zusätzlich Professor am Biophysikalischen Labor des University College London. Den Nobelpreis bekam er für die Aufklärung der thermodynamischen Prozesse im Muskel während sein Kollege Otto Fritz Meyerhof für die Erforschung des Verhältnisses des Sauerstoffumsatz zur Milchsäureproduktion ausgezeichnet wurde. Durch die Kombination der Ergebnisse beider Forscher wurde eine umfassende Betrachtung der Muskelarbeit mit ihren physikalischen und chemischen Begleiterscheinungen möglich.
Er entdeckte 1924 die maximale Sauerstoffaufnahme (VO2max) und prägte die Begriffe O2-Defizit, Steady State und O2-Debt, die noch heute in der Sportwissenschaft geläufig sind.
1933 unterstützte er William Henry Beveridge bei der Gründung des Academic Assistance Council (AAC, heute Council for Assisting Refugee Academics), dessen erster Vize-Präsident er wurde.

### Parlamentarier
Von 1940 bis 1945 vertrat er seine Universität auf einem der zwei ihr zustehenden Sitze im House of Commons.

### Privates
1913 heiratete Hill Margaret Neville (1885–1974), Tochter des Ökonomen John Neville Keynes, Schwester von John Maynard (1883–1946) und Geoffrey Keynes (1887–1982).

### Weitere Auszeichnungen
1918 wurde er als Mitglied („Fellow“) in die Royal Society gewählt, die ihn 1926 mit der Royal Medal und 1948 mit der Copley-Medaille auszeichnete. Seit 1929 war er auswärtiges Mitglied der römischen Accademia dei Lincei. Im Jahr 1925 wurde er zum Mitglied der Leopoldina gewählt, 1934 in die American Academy of Arts and Sciences, 1938 in die American Philosophical Society, 1941 in die National Academy of Sciences und 1952 in die Académie royale des Sciences, des Lettres et des Beaux-Arts de Belgique. Im Jahr 1966 erhielt er die Cothenius-Medaille der Leopoldina.

## Schriften (Auswahl)
- Muscular Activity. Baltimore 1926.
- Traits and Trials in Physiology. London 1965.
- First and Last Experiments in Muscle Mechanics. Cambridge 1970.